# Desert Blue
Desert Blue è un film indipendente del 1998 scritto e diretto da Morgan J. Freeman.